# ハドリアヌス5世 (ローマ教皇)
ハドリアヌス5世（Hadrianus V, 1205年ごろ - 1276年8月18日）は、ローマ教皇（在位：1276年）。本名はオットボノ・フィエスキ（Ottobono Fieschi）。インノケンティウス4世の甥に当たる。
イングランドへの教皇使節として第二次バロン戦争の和解に向けたケニルワース宣言、マールバラ制定法、ウェールズのサウェリン・アプ・グリフィズとイングランド王ヘンリー3世の和解を目指すモンゴメリー条約に貢献した。教皇に選出されると即座にグレゴリウス10世が定めたコンクラーヴェの制度を破棄し、新しい教皇選挙制度の制定を約束したが、わずか1か月後に死去した。

## 生涯

### 聖職者となる
オットボノ・フィエスキは1205年ごろ、ジェノヴァのラヴァーニャ伯爵フィエスキ家に生まれた。妹ベアトリーチェがピエモンテ領主トンマーゾ2世・ディ・サヴォイアに嫁いだことでサヴォイア家とのつながりを得て、さらに叔父シニバルドが1243年6月に教皇インノケンティウス4世に選出された。これにより、神学と教会法学を学んでいたオットボノは1243年11月に教皇付き司祭に任命され、さらにランス、パルマ助祭長を経て1252年にサンタドリアーノ・アル・フォロ教会の助祭枢機卿に任命された。
1254年にインノケンティウス4世が死去した後もローマ教皇庁での影響力を維持し、イングランド王ヘンリー3世とのシチリア王位に関する交渉にかかわったほか、ヘンリー3世の弟リチャード、エドマンドのローマ王、シチリア王擁立を支持したことで、1265年5月4日に教皇クレメンス4世によりイングランドへの教皇使節に任命された。

### 教皇使節
教皇使節に任命されたオットボノは同年7月19日にローマを発ち、8月30日までにパリに着いたのち、10月29日にイングランドに入った。ロンドンではロンドン塔に泊まり、11月1日にカンタベリーでヘンリー3世に謁見した。オットボノは12月1日に教会会議を開催し、そこで使節として派遣された目的である第二次バロン戦争の和解、教会の改革、十字軍への参加呼びかけを表明し、司教4名を反乱諸侯の支持者として批判し、その職務を停止したうえでヘンリー3世の敵を破門するとした。
シモン・ド・モンフォールは8月4日のイーヴシャムの戦いで戦死していたが、ヘンリー3世は元モンフォール派への復讐に執着し、平和への道のりは遠かった。しかしヘンリー3世によるケニルワース包囲戦が長引いたことでオットボノは講和交渉を要求し、司教団と諸侯の議論を経て10月31日にケニルワース宣言が出された。宣言ははじめ反対されたが、1267年4月に第7代グロスター伯ギルバート・ド・クレアがロンドンを占領して、反乱諸侯により寛大な条件で講和するよう政府に迫るに至り、政府も宣言を受け入れることとなった。
バロン戦争が終息に向かったことで、オットボノはウェールズのサウェリン・アプ・グリフィズとヘンリー3世の和解に取り掛かり、4日間の交渉を経て1267年9月29日にモンゴメリー条約が合意された。1267年11月18日にはマールバラ制定法が定められ、法の支配への回帰が説かれた。
教会改革ではカンタベリー大司教ボニファーチョ・ディ・サヴォイアを追放し、1268年4月の教会会議でモンフォール派の破門を解いたほか、1237年に教皇使節オットーネ・ダ・トネンゴが発布した教会法令集をもとに新しい教会法令集を発布した。
スコットランド王国とアイルランドに訪れることはなかったが、代表を派遣して職務に取り掛かり、アイルランドではリズモア司教トマスが代表して十字軍への参加を呼びかけた。イングランドはオットボノ自身が担当し、ロンドン、リンカン、ノーサンプトンで説教した。
1268年7月に任務を終え、イタリアに戻った。

### 教皇選出と死去
教皇使節としての任務に成功し、ローマに戻ったオットボノは枢機卿団の中でも影響力を持つ人物になり、1274年の第2リヨン公会議に出席したのち、シャルル・ダンジューの支持を受けて、1276年7月11日にヴィテルボでインノケンティウス5世亡き後の教皇に選出された。
教皇となったハドリアヌス5世は翌日、ローマのラテラノ宮殿に枢機卿団を招集して、グレゴリウス10世が定めたコンクラーヴェの制度を破棄した。破棄とともに新しい選挙制度の制定を約束したが、その数日後には酷暑によりヴィテルボに退避した。同地で重病にかかって8月18日に死去し、ヴィテルボのサン・フランチェスコ大聖堂に埋葬された。9月8日、次期教皇にヨハネス21世が選出された。
司祭と司教への叙階、教皇としての戴冠がいずれもなされないまま、在位1か月で死去しており、神学においてはローマ司教に就任していないため正式な教皇とは言えない。ただし、この時代の教会法においては公式のコンクラーヴェの結果を受け入れていれば正式な教皇とみなされるため、教会法では教皇の1人に数えられ、バチカン市国の公式記録にもそのように数えられている。
ダンテ・アリギエーリの『神曲』では貪欲のために煉獄で罪を償うハドリアヌス5世が書かれている。

## 関連文献
- Wood, James, ed. (1907). “A′drian V.” . The Nuttall Encyclopædia (英語). London and New York: Frederick Warne.
- Loughlin, James Francis (1907). “Pope Adrian V” . In Herbermann, Charles (ed.). Catholic Encyclopedia. Vol. 1. New York: Robert Appleton Company. p. 159.
- 「ハドリアヌス5世」『ブリタニカ国際大百科事典 小項目事典』。コトバンクより2025年7月19日閲覧。